# Rothsteiger Kopf
Der Rothsteiger Kopf ist ein 398,8 m hoher Berg im Pfälzerwald.

## Geographie

### Lage
Der Rothsteiger Kopf befindet sich innerhalb des Landkreises Bad Dürkheim auf der Gemarkung der Stadt Wachenheim an der Weinstraße, jedoch abseits von deren Siedlungsgebiet, das sich mehrere Kilometer weiter nordöstlich befindet. Seine Ost-West-Ausdehnung ist gering.
Umliegende Berge sind der Seekopf (531,8 m),, der Vordere Langenberg (544,6 m), der Zimmerberg (436,1 m) und der Taubenrux (471,5 m), wodurch er lediglich eine geringe Dominanz besitzt.

### Gewässer
An seiner Westflanke entlang fließt der Bach vom Seekopf, der am Südwestfuß in den Mußbach mündet. An seiner Nordostflanke entspringt außerdem der Wachenheimer Bach.

### Naturräumliche Zuordnung
1. Großregion 1. Ordnung: Schichtstufenland beiderseits des Oberrheingrabens
2. Großregion 2. Ordnung: Pfälzisch-saarländisches Schichtstufenland
3. Großregion 3. Ordnung: Pfälzerwald
4. Region 4. Ordnung (Haupteinheit): Mittlerer Pfälzerwald
5. Region 5. Ordnung: Tal-Pfälzer-Wald

## Verkehr
Entlang seiner Nordostflanke verläuft die Kreisstraße 16, die eine Verbindung mit Lindenberg und Wachenheim schafft.

## Tourismus
Entlang seiner Westflanke erstreckt sich der Kurpfalz-Park. An seinem Westfuß befindet sich das Forsthaus Rotsteig.
Über den Berg führt der Saar-Pfalz-Weg, der die Kennzeichnung Schwarzer Punkt auf weißem Balken trägt und von Saarbrücken nach Rülzheim verläuft.